# Azevedo Amaral

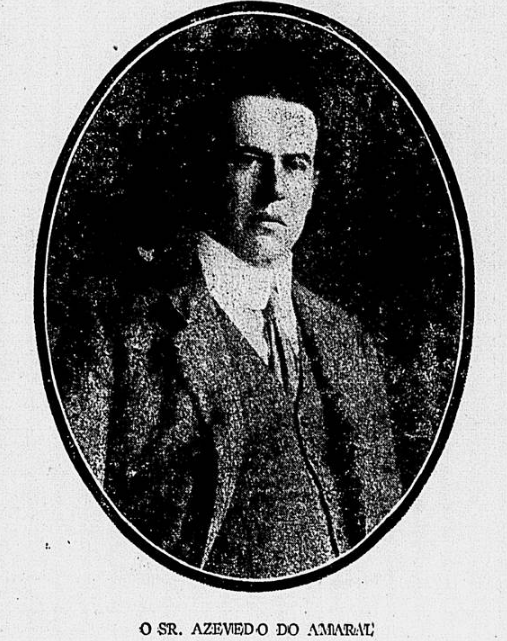
Foto de Azevedo Amaral no jornal Correio da Manhã.

Antônio José Azevedo do Amaral (Rio de Janeiro, 26 de março de 1881 – Rio de Janeiro, 7 de novembro de 1942)  foi um escritor, jornalista e tradutor brasileiro. 
Nacionalista e corporativista, defendia a intervenção estatal na economia e criticava o liberalismo, defendendo a implantação de um estado autoritário que prescrevesse a industrialização acelerada. Foi um dos ideólogos mais atuantes durante o Estado Novo até sua morte em 1942.

## Biografia
Formado em medicina, defendeu, em 1903, tese de doutoramento na Alemanha intitulada “Patogenia do Edema”. No ano seguinte foi para a Inglaterra, onde deslanchou em sua carreira jornalística, destacando-se como jornalista político ao manter, no Correio da Manhã, a coluna “Cartas de Londres”, mais tarde denominada “De Londres”. 
Após 12 anos, regressou ao Brasil, onde fundou e colaborou com diversos veículos jornalísticos como “O País”, “O Dia”, “Correio da Manhã”, “O Jornal”, “Jornal do Brasil”, entre outros. Foi fundador da revista Diretrizes, com Samuel Wainer, em 1938. No mesmo ano, por divergências políticas, rompeu a parceria e fundou a Revista Novas Diretrizes, mantendo as colunas que assinava na primeira: "A Política do Mês" e "Comentários Internacionais".
Ao romper a parceria, Azevedo Amaral fundou outra revista e levou o subsídio da Light para ela: seria Novas Diretrizes, que, surgida ao final  1938, circulou até o fim de 1942, meses após a morte do editor. A princípio uma revista mensal, tornou-se quinzenal a partir de julho de 1941. Porém, antes do rompimento, Azevedo Amaral e Samuel Wainer publicaram juntos o Almanack Israelita: Israel no passado e no presente, em 1937.
Manifestações de desconfiança em relação aos judeus emergiam na imprensa, notadamente a partir de 1935, com o fracasso da Intentona Comunista e o aparecimento de um “novo personagem”: o judeu comunista, tão ou mais temerário que o “judeu capitalista”. 
Seu último artigo saiu publicado no Jornal do Brasil, às vésperas de sua morte, em 08/11/1942. 
Seus textos jornalísticos denunciavam tendências antissemitas, “sempre na perspectiva de anunciar o esfacelamento da nação através das forças do judaísmo”.
Sua tese “O problema eugênico da imigração”, também apresentado por Oliveira Vianna, gerou, à época, intensos debates, pois defendia a eugenia, com posicionamento racista, tendo feito parte como um dos temas mais discutidos e polêmicos, do 1º Congresso Brasileiro de Eugenismo, realizado no Rio de Janeiro, em 1929.

## Obras
- Ensaios Brasileiros. Ano: 1930.

- O Brasil na Crise Atual[9], volume 31 da Coleção Brasiliana, pela Companhia Editora Nacional, 1ª edição em 1934.

- A Aventura Política do Brasil, Rio de Janeiro: Livraria José Olympio Editora, 1935[10].

- O Estado Autoritário e a Realidade Nacional, 1938. Relançado pela UnB em 1981.
- Getúlio Vargas, estadista, Rio de Janeiro: Editora Pongetti, 1941[10]

## Artigos
- O Brasil na Europa. In: Correio da Manhã, Rio de Janeiro, 27 de setembro de 1909, p. 1, 1º Caderno.
- Um grande político. In: Correio da Manhã, Rio de Janeiro, 28 de novembro de 1909, p. 2, 1º Caderno.
- A política londrina e os anarquistas – uma diligência sensacional – A Batalha de “Mile End” – Dois homens contra um exército – epílogo trágico. In: Correio da Manhã, Rio de Janeiro, 24 de janeiro de 1911, p. 2, 1º Caderno.
- O discurso do Sr. Pichon na Câmara Francesa – A atitude da França perante o acordo russo-alemão – Uma nova orientação na política européia – O fim das “ententes” de Eduardo VII. In: Correio da Manhã, Rio de Janeiro, 13 de fevereiro de 1911, p. 2, 1º Caderno.
- A crise da Monarquia na Europa. In: Correio da Manhã, Rio de Janeiro, 02 de março de 1911, p. 2, 1º Caderno.
- A nova phase da questão marroquina. In: Correio da Manhã, Rio de Janeiro, 06 de agosto de 1911, p. 1, 1º Caderno.
- A Itália e a Tríplice Entente. In: Correio da Manhã, Rio de Janeiro, 24 de dezembro de 1911, p. 1, 1º Caderno.
- Revelações sobre a contra revolução portuguesa. Uma conspiração internacional – banqueiros imperialistas e clericais reacionários. In: Correio da Manhã, Rio de Janeiro, 07 de janeiro de 1912, p. 2, 1º Caderno.
- Jorge V na Índia’. Indus: diplomáticos (políticos); Maometanos: militaristas (horizonte intelectual acanhado). In: Correio da Manhã, Rio de Janeiro, 14 de janeiro de 1912, p. 1, 1º Caderno.
- A Alemanha e a África portuguesa – Confisco das colônias portuguesas pela Alemanha e Inglaterra devido às relações diplomáticas pautadas sob as relações econômicas. In: Correio da Manhã, Rio de Janeiro, 22 de janeiro de 1912, p. 3, 1º Caderno.
- As relações franco-espanholas e a situação interna da Espanha. In: Correio da Manhã, Rio de Janeiro, 1º de fevereiro de 1912, p. 1, 1º Caderno.
- A expansão italiana no Mediterrâneo e o futuro da imigração italiana – movimento nacionalista impulsionando a Itália ao norte da África. In: Correio da Manhã, Rio de Janeiro, 04 de fevereiro de 1912, p. 1, 1º Caderno.
- O negociador da paz anglo-alemã – Escolhido o ministro inglês (semi-alemão) para tentar acabar com a concorrência naval entre os dois países. In: Correio da Manhã, Rio de Janeiro, 1º de março de 1912, p. 2, 1º Caderno.
- A Lei sobre blasfêmia na Inglaterra – Tolerância religiosa sustentada por uma antiga lei, ambígua, reflete a tradição inglesa de transformar o interior e conservar a aparência externa. In: Correio da Manhã, Rio de Janeiro, 03 de março de 1912, p. 1, 1º Caderno.
- A morte do Conde Achrental – Primeiro ministro da Áustria, figura política mais brilhante da Europa contemporânea. In: Correio da Manhã, Rio de Janeiro, 21 de março de 1912, pp. 1 e 2, 1º Caderno.
- A greve dos mineiros ingleses. In: Correio da Manhã, Rio de Janeiro, 28 de março de 1912, p. 2, 1º Caderno.
- A crise inglesa – finalmente sir Herbert Asquith [Presidente do Conselho de Ministros da Inglaterra] cede às ‘Trade Unions’ que há nove meses realizaram uma onda de greves e estabelece o salário mínimo (mesmo tendo sido este aprovado em caráter provisório, por três anos). In: Correio da Manhã, Rio de Janeiro, 15 de abril de 1912, pp. 1 e 2, 1º Caderno.
- Uma crise política na Alemanha – O rompimento entre conservadores e católicos e a nova questão religiosa. In: Correio da Manhã, Rio de Janeiro, 23 de maio de 1912, p. 2, 1º Caderno.
- A questão da reforma eleitoral em França – Propostas de reforma do Ministro Poincarè (prometido medidas eleitorais proporcionais) estão encontrando dificuldades para serem aprovadas. In: Correio da Manhã, Rio de Janeiro, 06 de junho de 1912, p. 1, 1º Caderno.
- As eleições na Bélgica – derrota do Partido Clerical que dominava a cena político-partidária há quase 30 anos. In: Correio da Manhã, Rio de Janeiro, 21 de junho de 1912, p. 1, 1º Caderno.
- Uma viagem misteriosa do Chefe do gabinete inglês e do Primeiro Lorde do almirantado – A Inglaterra no Mediterrâneo – O futuro da ‘Entente Cordiale’ – Enquanto os ingleses conservarem essa aversão à obrigatoriedade do serviço militar, será impossível realizar uma aliança com qualquer potência continental. In: Correio da Manhã, Rio de Janeiro, 27 de junho de 1912, p. 1, 1º Caderno.
- A dissolução otamana – Ministro da Guerra turco [Mahmed Shevket Pachá] acabou por assumir as rédeas do país, mas teve seu poder minado pela sua franca preferência pelo governo alemão em detrimento dos governos ingleses e franceses. In: Correio da Manhã, Rio de Janeiro, 20 de agosto de 1912, p. 1, 1º Caderno.
- A morte do Imperador do Japão – Morreu o imperador Muhuhito, de espírito progressivo e seu sucessor, Mirado, tem grande problema a resolver: conseguir dar continuidade a obra de seu antecessor. In: Correio da Manhã, Rio de Janeiro, 28 de agosto de 1912, p. 1, 1º Caderno.
- A renovação da aliança franco-russa. In: Correio da Manhã, Rio de Janeiro, 03 de setembro de 1912, p. 1, 1º Caderno.
- O temor português – Situação dos presos políticos encurralados no porão do ‘Cabo Verde'. In: Correio da Manhã, Rio de Janeiro, 06 de setembro de 1912, p. 1, 1º Caderno.
- O flerte anglo-alemão – Nos últimos dois anos tanto a chancelaria de Berlim quanto a londrina, parecem sempre prontos a transtornar a política européia [principalmente tendo ocorrido o assassinato do rei Francisco Fernando no mês anterior, a situação ficaria mais crítica ainda]. In: Correio da Manhã, Rio de Janeiro, 23 de julho de 1914, p. 2, 1º Caderno.
- O problema eugênico da imigração, 1929.
- A fisionomia do Estado Novo define-se. Coluna "A Política do Mês". In: Rio de Janeiro, Revista Diretrizes, Ano I, nº 1, abril de 1938.
- A elite intelectual e o caráter evolutivo do Estado Autoritário. Coluna "Comentários Internacionais". In: Rio de Janeiro, Revista Diretrizes, Ano I, nº 1, abril de 1938.
- A Ciência e o Fascismo. Coluna "Comentários Internacionais". In: Rio de Janeiro, Revista Diretrizes, Ano I, nº 6, setembro de 1938.
- O Problema da Imigração. Coluna "A Política do Mês". In: Rio de Janeiro, Revista Novas Diretrizes, Ano I, nº 1, novembro de 1938, pg. 2.
- A crise decisva da democracia parlamentar. Problema das matérias primas -- Conferência de Lima – O aproveitamento das matérias primas. Questão judaica – A morte de Kemal Ataturk. Em França precipitam-se os acontecimentos. Coluna "Comentários Internacionais". In: Rio de Janeiro, Revista Novas Diretrizes; Ano I, nº 2, dezembro de 1938, p. 31.
- Realismo político e democracia. In: Rio de Janeiro, Revista Cultura Política, Ano I, nº 1, março de 1941.
- O Presidente Getúlio Vargas e a política externa do Brasil. In: Diário Popular, Pelotas, RS, 02 de outubro de 1941.
- O Problema Judaico. In: Gazeta de Notícias, Rio de Janeiro, 20 de novembro de 1941, p. 2.
- Pan-Bolchevismo. In: Diário da Tarde, Curitiba, 10 de dezembro de 1941, p. 7.
- Tática bolchevista. In: Gazeta de Notícias, Rio de Janeiro, 30 de dezembro de 1941, p. 2.

## Traduções
- O Século do corporativismo: doutrina do corporativismo integral e puro, de Mihail Manoilesco. Rio de Janeiro: Livraria José Olympio Editora, 1938.
- Tarzan e o Leão de Ouro, de Edgar Rice Burroughs, São Paulo: Companhia Editora Nacional, 1959.
- O Amor Nunca Morre (“Lilac Time”), de Guy Flower[11], Volume 5 da Coleção Biblioteca das Moças, da Companhia Editora Nacional. A 1ª edição é de 1935 e a última de 1984, perfazendo 6 edições. O livro foi transformado em filme em 1928, e ficou conhecido, também, como “Love Never Die”[12][13][14].
- O Casamento de Ana, de Concordia Merrel), volume 9 da Coleção Biblioteca das Moças, da Companhia Editora Nacional. A 1ª edição é de 1935, a última de 1984, num total de 6 edições.
- Paixão e Sangue, de Marie Adelaide Belloc Lowndes, volume 14 da Coleção Biblioteca das Moças, da Companhia Editora Nacional. A 1ª edição é de 1936, a última de 1955, 3 edições.